# 大阪美容専門学校
大阪美容専門学校（おおさかびようせんもんがっこう、英称：Osaka Beauty College）は、大阪市中央区にある専修学校。高校併学コースは、全国的に珍しい高等学校卒業と美容師国家試験受験資格を同時取得できるコースである。また、日本初の美容師養成学校/美容師養成施設でもある。

## 沿革
- 1915年 - 開校
- 1950年 - 現校名となる
- 1978年 - 専修学校となる
- 1999年 - 高校併学コースを設置

## 学科
- 総合美容コース
- 高校併学コース（八洲学園高校と併修）
- 通信コース

## 所在地
- 本校舎：大阪市中央区玉造2丁目28-27
- 長堀校舎：大阪市中央区玉造2丁目28-8

## 交通手段
本校舎
- Osaka Metro長堀鶴見緑地線の玉造駅下車、徒歩3分。
- JR西日本大阪環状線の玉造駅下車、徒歩10分。
- 大阪シティバスの清水谷高校前停留所下車、徒歩約3分。

長堀校舎
- Osaka Metro長堀鶴見緑地線の玉造駅下車、徒歩3分。
- JR西日本大阪環状線の玉造駅下車、徒歩10分。
- 大阪シティバスの清水谷高校前停留所下車、徒歩約3分。

## 周辺
- カトリック大阪大司教区 - 聖マリア大聖堂（玉造教会）
- 城星学園中学校・高等学校
- 大阪市立玉造小学校
- 大阪女学院大学
- 大阪女学院短期大学
- 大阪女学院中学校・高等学校

## 主な出身者
- 亀川史華 - 元ガールズケイリン選手（高校併学コース出身）